# USS Suwannee (CVE-27)
USS Suwannee (AVG/ACV/CVE/CVHE-27) là một tàu sân bay hộ tống của Hải quân Hoa Kỳ trong Chiến tranh Thế giới thứ hai. Nguyên là một tàu chở dầu trước chiến tranh, nó được Hải quân trưng dụng để phục vụ tại Đại Tây Dương, rồi được cải biến thành một tàu sân bay hộ tống thuộc lớp Sangamon. Suwannee đã hoạt động tại Địa Trung Hải và Thái Bình Dương trong Thế Chiến II. Sau chiến tranh, nó được đưa về lực lượng dự bị, rồi được cho ngừng hoạt động vào năm 1947 và bị bán để tháo dỡ vào năm 1959.

## Chế tạo – Trưng dụng
Suwannee là một trong số 12 tàu chở dầu thuộc lớp Cimarron được chế tạo theo một thiết kế phối hợp giữa Hải quân và Ủy ban Hàng hải mà sau đó được lặp lại bởi kiểu T3-S2-A1. Ban đầu được đặt lườn như là chiếc Markay (số hiệu lườn 5 của Ủy ban Hàng hải) vào ngày 3 tháng 6 năm 1939 bởi hãng Federal Shipbuilding and Dry Dock Company tại Kearny, New Jersey; nó được hạ thủy vào ngày 4 tháng 3 năm 1939, được đỡ đầu bởi Bà Howard L. Vickery; được bàn giao cho hãng Keystone Tankship Corporation và hoạt động cùng công ty này cho đến khi bị Hải quân Hoa Kỳ trưng dụng vào ngày 26 tháng 6 năm 1941; được đổi tên thành USS Suwannee (AO-33); và được đưa ra hoạt động vào ngày 16 tháng 7 năm 1941, dưới quyền chỉ huy của Thuyền trưởng, Trung tá Hải quân Joseph R. Lannom.

## Cải biến thành tàu sân bay hộ tống
Sau khi phục vụ được sáu tháng như một tàu chở dầu cho Hạm đội Đại Tây Dương, Suwannee được tái xếp lớp thành AVG-27 vào ngày 14 tháng 2 năm 1942 và ngừng hoạt động vào ngày 21 tháng 2 tại Newport News, Virginia để cải biến thành một tàu sân bay hộ tống thuộc lớp Sangamon. Nó được phân loại thành một tàu sân bay phụ trợ với ký hiệu ACV-27 vào ngày 20 tháng 8, và được đưa ra hoạt động trở lại vào ngày 24 tháng 9 năm 1942 dưới quyền chỉ huy của Thuyền trưởng, Đại tá Hải quân Joseph J. Clark.

## Lịch sử hoạt động

### 1942
Không đầy một tháng sau, Suwannee lên đường từ Hampton Roads tham gia cuộc Đổ bộ Bắc Phi. Nó gia nhập cùng với Ranger khi chiếc tàu sân bay này được phối thuộc cho nhóm tấn công trung tâm mà mục tiêu chính là Casablanca, ngang qua Fedhala về phía Bắc. Sáng sớm ngày 8 tháng 11, nó đi đến ngoài khơi bờ biển Maroc, và trong những ngày sau đó, máy bay tiêm kích F4F Wildcat của nó duy trì việc tuần tra chiến đấu trên không và tuần tra chống tàu ngầm, trong khi những chiếc TBF Avenger tham gia cùng lực lượng của Ranger trong các phi vụ ném bom. Trong trận Hải chiến Casablanca từ ngày 8 đến ngày 11 tháng 11, Suwannee đã tung ra tổng cộng 255 phi vụ chiến đấu và chỉ bị mất năm máy bay, ba chiếc trong chiến đấu và hai chiếc do sự cố kỹ thuật.
Vào ngày 11 tháng 11, ngoài khơi Fedhala Roads, chuyến tuần tra chống tàu ngầm của Suwannee đã đánh chìm được cái được cho là một tàu ngầm U-boat của Hải quân Đức Quốc xã, nhưng sau này được xác định là một trong số ba tàu ngầm của Hải quân Pháp đã rời khỏi Casablanca vào ngày diễn ra cuộc tấn công. Nó trở thành chiếc tàu sân bay hộ tống đầu tiên ghi được chiến công đối với lực lượng dưới nước đối phương, giúp chứng minh sự hữu hiệu của kiểu tàu chiến này trong chiến tranh chống tàu ngầm.
Suwannee tiếp tục ở lại vùng biển Bắc Phi cho đến giữa tháng 11, rồi lên đường đi ngang qua Bermuda để quay về Norfolk. Nó về đến Hampton Roads vào ngày 24 tháng 11 và ở lại đây cho đến ngày 5 tháng 12, khi nó lên đường hướng sang Nam Thái Bình Dương.

### 1943
Chiếc tàu sân bay phụ trợ vượt qua kênh đào Panama vào ngày 11–12 tháng 12 và đi đến New Caledonia vào ngày 4 tháng 1 năm 1943. Trong bảy tháng tiếp theo sau, nó hỗ trợ trên không cho các tàu vận tải và tiếp liệu để tăng cường và củng cố vị trí tại Guadalcanal, cũng như cho các lực lượng chiếm đóng các đảo khác thuộc nhóm quần đảo Solomon. Trong giai đoạn này, nó từng ghé qua Guadalcanal, Efate và Espiritu Santo cũng như New Caledonia.
Được xếp lại lớp với ký hiệu lườn CVE-27 vào ngày 15 tháng 7, Suwannee quay trở về San Diego vào tháng 10, và đến ngày 5 tháng 11 đã quay trở lại Espiritu Santo. Vào ngày 13 tháng 11, nó lên đường tham gia Chiến dịch quần đảo Gilbert. Từ ngày 19 đến ngày 23 tháng 11, nó hỗ trợ trên không cho lực lượng tấn công phía Nam, và máy bay của nó đã ném bom đảo san hô Tarawa, trong khi những chiếc thuộc lực lượng tấn công phía Bắc chạm trán với đối phương tại đảo Makin. Sau chi chiếm được quần đảo Gilbert, chiếc tàu sân bay hộ tống quay trở về Hoa Kỳ ngang qua Trân Châu Cảng, về đến San Diego vào ngày 21 tháng 12.

### 1944
Nó ở lại khu vực bờ Tây Hoa Kỳ trong hai tuần, rồi khởi hành đi Lahaina Roads thuộc quần đảo Hawaii. Nó rời Hawaii ngày 22 tháng 1 năm 1944 hướng đến quần đảo Marshall. Trong Chiến dịch quần đảo Gilbert và Marshall, Suwannee tham gia lực lượng tấn công phía Bắc, khi máy bay của nó đã ném bom và bắn phá các đảo Roi và Namur thuộc phần phía Bắc đảo san hô Kwajalein cũng như tuần tra chống tàu ngầm cho lực lượng đặc nhiệm. Nó tiếp tục ở lại khu vực Kwajalein trong nữa đầu của tháng 2, rồi trải qua chín ngày sau đó hỗ trợ cho khu vực Eniwetok. Ngày 24 tháng 2, nó lên đường hướng sang phía Đông, đến Trân Châu Cảng vào ngày 2 tháng 3 và ghé lại đây hai tuần.
Đến ngày 30 tháng 3, Suwannee có mặt tại khu vực phụ cận quần đảo Palau khi Đệ Ngũ hạm đội tung ra cuộc không kích kéo dài hai ngày xuống đây. Một tuần sau, nó đi vào Espiritu Santo và ở lại đây bốn ngày. Sau những chặng dừng ngắn tại vịnh Purvis thuộc quần đảo Solomon và Seeadler Harbor, Manus, chiếc tàu sân bay hộ tống hướng đến New Guinea. Trong hai tuần lễ, nó hỗ trợ cho cuộc đổ bộ lên Hollandia khi chuyển máy bay thay thế cho các tàu sân bay hạm đội vốn trực tiếp tham gia vào việc hỗ trợ đổ bộ. Nó quay trở về Manus vào ngày 5 tháng 5.
Sau hai chuyến đi xuất phát từ Espiritu Santo, một chuyến đến Tulagi và chuyến kia đến Kwajalein, Suwannee đi đến ngoài khơi Saipan vào giữa tháng 6. Trong một tháng rưỡi tiếp theo, nó hỗ trợ cho cuộc chiếm đóng quần đảo Mariana, tham gia các chiến dịch tại Saipan và Guam. Ngày 19 tháng 6, khi Trận chiến biển Philippine khai mào, Suwannee là một trong những tàu chiến đầu tiên gây tổn thất cho đối phương, khi một trong số máy bay tuần tra chiến đấu trên không của nó đã tấn công và đánh chìm tàu ngầm I-184. Máy bay của Suwanee không thực sự tham gia vào cuộc đụng độ lớn của không lực hải quân hai bên trong trận này, vì nó ở lại cạnh lực lượng đổ bộ gần Mariana thực hiện các phi vụ chống tàu ngầm và tuần tra chiến đấu trên không.
Ngày 4 tháng 8, Suwannee rời khu vực Mariana, đi Eniwetok và Seeadler Harbor, đến nơi vào ngày 13 tháng 8. Gần một tháng sau, 10 tháng 9, nó lại ra khơi hỗ trợ cho cuộc đổ bộ lên Morotai tại Đông Ấn thuộc Hà Lan. Cuộc đổ bộ kết thúc mà không gặp phải sự kháng cự vào ngày 15 tháng 9, và nó quay trở về Seeadler Harbor chuẩn bị cho cuộc chiếm đóng Philippines. Ngày 12 tháng 10, Suwanee khởi hành từ Manus trong thành phần đội tàu sân bay hộ tống dưới quyền Chuẩn Đô đốc Thomas L. Sprague để hỗ trợ trên không cho cuộc đổ bộ lên vịnh Leyte. Nó đi đến Philippine nhiều ngày sau đó, và máy bay của nó bắt đầu tấn công các căn cứ của đối phương tại Visayans cho đến ngày 25 tháng 10. Nó hỗ trợ trên không cho lực lượng tấn công bằng việc tuần tra chống tàu ngầm và tuần tra chiến đấu, cũng như tấn công các công sự Nhật Bản trên bờ.
Ngày 24–25 tháng 10 năm 1944, Hải quân Nhật tung ra một cuộc tấn công bằng hạm tàu nổi tư ba hướng thách thức cuộc đổ bộ lên vịnh Leyte. Trong khi Lực lượng Cơ động của Đô đốc Jisaburo Ozawa từ Nhật Bản tiến về phía Nam thu hút phần lớn Đệ Tam hạm đội của Đô đốc William Halsey tiến lên phía Bắc; Lực lượng Tấn công thứ hai của Đô đốc Shima cùng với lực lượng của Đô đốc Shoji Nishimura tìm cách vượt qua eo biển Surigao từ phía Nam. Điều này đã thu hút Lực lượng Bắn phá của Đệ Thất hạm đội thuộc quyền Đô đốc Jesse B. Oldendorf, quay xuống phía Nam đối phó với mối đe dọa này trong Trận chiến eo biển Surigao. Khi các thiết giáp hạm cũ của Oldendorf chiến đấu tại eo biển Surigao và Đệ Tam hạm đội của Halsey hấp tấp đi lên phía Bắc, chỉ còn lại Suwannee cùng 15 tàu sân bay hộ tống khác và 22 tàu khu trục và tàu khu trục hộ tống hoạt động ngoài khơi vịnh Leyte khi Lực lượng Tấn công thứ hai của Phó Đô đốc Takeo Kurita lẻn qua eo biển San Bernardino không được bảo vệ để xâm nhập biển Philippine.
Ngay trước 07 giờ 00 ngày 25 tháng 10, một máy bay từ tàu sân bay hộ tống Kadashan Bay báo cáo về sự xuất hiện một lực lượng Nhật Bản bao gồm bốn thiết giáp hạm, tám tàu tuần dương và 11 tàu khu trục. Lực lượng dưới quyền của Kurita này lập tức bắt đầu tấn công vào "Taffy 3", đội tàu sân bay hộ tống ở phía cực Bắc dưới quyền Chuẩn Đô đốc Clifton Sprague. Suwannee ở cách khá xa về phía Nam trong thành phần "Taffy 1" của Chuẩn Đô đốc Thomas Sprague. Vì vậy, nó đã không tham gia trực tiếp vào cuộc đối đầu với hạm tàu nổi đối phương trong Trận chiến ngoài khơi Samar.

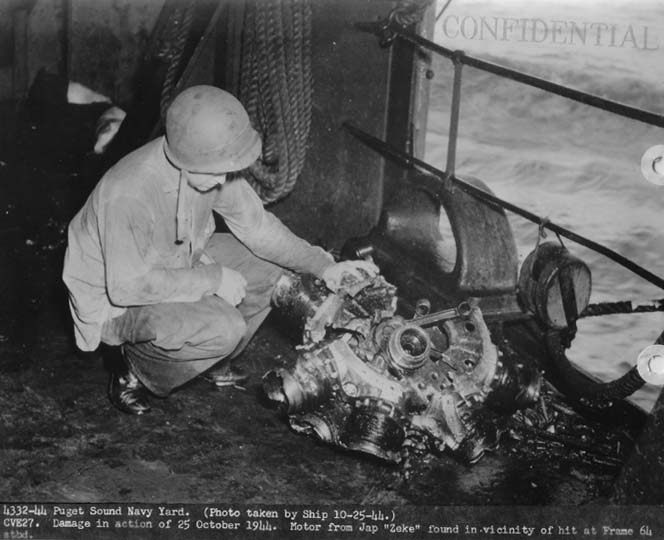
USS Suwannee đang được khảo sát tại Xưởng hải quân Puget Sound sau khi bị kamikaze tấn công ngày 25 tháng 10 năm 1944: Những bộ phận động cơ 14 xy lanh Nakajima Sakae 21 của chiếc A6M5 Zero được tìm thấy tại điểm đánh trúng.

Vấn đề của nó đến từ một hướng khác. Lúc 07 giờ 40 phút, "Taffy 1" bị tràn ngập bởi máy bay đặt căn cứ trên bờ xuất phát từ Davao, trong một cuộc tấn công tự sát có chủ đích đầu tiên trong chiến tranh. Chiếc đầu tiên đâm vào tàu sân bay hộ tống Santee; và chỉ 30 giây sau, Suwannee bắn rơi một chiếc kamikaze đang muốn đâm vào Petrof Bay. Pháo thủ của nó không lâu sau đó bắn rơi một máy bay đối phương khác, rồi nhắm vào một chiếc thứ ba đang lượn vòng trên mây ở khoảng cách 8.000 ft (2.400 m). Họ bắn trúng đối phương, nhưng nó lộn vòng, bổ nhào xuống Suwannee và đâm vào nó ở cách 40 ft (12 m) phía trước thang nâng phía sau, mở ra một lỗ hổng 10 ft (3,0 m) trên sàn đáp. Quả bom nó mang theo phát nổ ở khoảng giữa sàn đáp và sàn chứa máy bay, xé toạc một khoảng 25 ft (7,6 m) trên sàn chứa máy bay và gây ra một số thương vong.
Trong vòng hai giờ, sàn đáp của nó được sửa chữa tạm đủ để cho phép chiếc tàu sân bay hộ tống tái tục các hoạt động không lực. Đội của Suwanee đã đánh trả thêm hai đợt không kích khác trước 13 giờ 00; rồi di chuyển theo hướng Đông Bắc để gia nhập cùng Taffy 3 và tung ra các cuộc tìm kiếm vô vọng lực lượng của Kurita đang nhanh chóng rút lui. Ngay sau giữa trưa ngày 26 tháng 10, một nhóm kamikaze khác đã xông đến Taffy 1. Một chiếc Zero đã bổ nhào xuống sàn đáp của Suwanee, đâm vào một máy bay ném ngư lôi vốn vừa mới được thu hồi, nổ tung và va vào chín máy bay khác trên sàn đáp. Đám cháy bùng lên trong nhiều giờ, nhưng cuối cùng cũng được kiểm soát. Chiếc tàu sân bay hộ tống đi đến Kossol Roads thuộc quần đảo Palaus vào ngày 28 tháng 10, rồi đi đến Manus để sửa chữa vào ngày 1 tháng 11.

### 1945
Sau năm ngày tại Seeadler Harbor, Suwannee lên đường quay trở về bờ Tây Hoa Kỳ để sửa chữa lớn. Nó dừng qua đêm tại Trân Châu Cảng vào ngày 19–20 tháng 11 và về đến Xưởng hải quân Puget Sound vào ngày 26 tháng 11. Việc sửa chữa hoàn tất vào ngày 31 tháng 1 năm 1945; và sau khi ghé qua Hunter's Point và Alameda, California, nó hướng sang phía Tây quay trở lại khu vực chiến sự. Suwannee ghé lại Trân Châu Cảng từ ngày 16 đến ngày 23 tháng 2, Tulagi từ ngày 4 đến ngày 14 tháng 3 và Ulithi từ ngày 21 đến ngày 27 tháng 3, trước khi đi đến ngoài khơi Okinawa vào ngày 1 tháng 4.
Vai trò đầu tiên của Suwannee là hỗ trợ gần mặt đất cho lực lượng tấn công, nhưng vài ngày sau nó được giao nhiệm vụ tấn công thường xuyên các căn cứ kamikaze tại Sakishima Gunto. Trong phần lớn thời gian của 77 ngày tiếp theo sau hoạt động ngoài biển, máy bay của nó tiếp tục ngăn chặn đối phương sử dụng các sân bay này. Thỉnh thoảng, nó thả neo tại Kerama Retto để bổ sung vũ khí và tiếp liệu. Ngày 16 tháng 6, Suwannee lên đường đi San Pedro thuộc Leyte, và ở lại đây trong một tuần trước khi đi đến eo biển Makassar tại Đông Ấn thuộc Hà Lan hỗ trợ cho cuộc đổ bộ tại Balikpapan, Borneo. Chiếc tàu sân bay quay trở lại vịnh San Pedro vào ngày 6 tháng 7 và trải qua một tháng tại đây. Ngày 3 tháng 8, nó lên đường đi Okinawa, đến vịnh Buckner ba ngày sau đó.

### Sau chiến tranh
Xung đột kết thúc vào ngày 15 tháng 8, nhưng Suwannee tiếp tục ở lại Okinawa cho đến ngày 2 tháng 9, rồi lên đường đi trở về Hoa Kỳ. Nó được đưa về Hạm đội Dự bị Đại Tây Dương vào cuối tháng đó. Vào ngày Đến ngày 6 tháng 2 năm 1946, nó được chỉ định nơi neo đậu dài hạ tại Xưởng hải quân Boston. Đến ngày 28 tháng 10, chiếc tàu sân bay được đặt trong tình trạng dự bị cùng Hạm đội 16 tại Boston; và chỉ hơn hai tháng sau, ngày 8 tháng 1 năm 1947, nó được cho ngừng hoạt động.
Suwannee tiếp tục bị bỏ không tại Boston trong 12 năm tiếp theo. Nó được tái xếp lớp như một tàu sân bay trực thăng hộ tống với ký hiệu lườn CVHE-27 vào ngày 12 tháng 6 năm 1955. Tên của nó được rút khỏi danh sách Đăng bạ Hải quân vào ngày 1 tháng 3 năm 1959; và nó được bán cho hãng Isbrantsen Steamship Company tại thành phố New York vào ngày 30 tháng 11 năm 1959 để cải biến cho hoạt động thương mại dân sự. Dự án sau đó bị hủy bỏ, và vào tháng 5 năm 1961, lườn tàu được bán cho hãng J.C. Berkwit Company tại New York. Nó cuối cùng được tháo dỡ tại Bilbao, Tây Ban Nha, vào tháng 6 năm 1962.

## Phần thưởng
Suwannee được tặng thưởng 13 Ngôi sao Chiến đấu do thành tích hoạt động trong Thế Chiến II.